# قرعه برای مرگ
قرعه برای مرگ نام یک کتاب ادبی است که توسط واهه کاچا، نویسندهٔ اهل فرانسه نوشته شده‌است.